# (ピルビン酸キナーゼ)ホスファターゼ
[ピルビン酸キナーゼ]ホスファターゼ ([pyruvate kinase]-phosphatase, EC 3.1.3.49) は、次の化学反応を触媒する酵素である。
[ピルビン酸キナーゼ]リン酸 + H2O {\displaystyle \rightleftharpoons } [ピルビン酸キナーゼ] + リン酸
したがって、この酵素の基質はピルビン酸キナーゼリン酸と水、生成物はピルビン酸キナーゼとリン酸である。
この酵素は加水分解酵素に属し、特にリン酸モノエステルに作用する。系統名は[ATP:pyruvate 2-O-phosphotransferase]-phosphate phosphohydrolaseで、別名にpyruvate kinase phosphataseがある。